# Ministero della protezione del cittadino
Il Ministero della protezione del cittadino  (in greco Υπουργείο Προστασίας του Πολίτη?) è un dicastero del governo greco incaricato della pubblica sicurezza e della lotta alla criminalità.
L'attuale ministro è Michalīs Chrysochoidīs, in carica dal 4 gennaio 2024.

## Storia
Il ministero esisteva fino al 2007 come "Ministero dell'Ordine Pubblico" (in greco: Υπουργείο Δημόσιας Τάξης). 

Il 19 settembre 2007 è stato fuso con il "Ministero dell'Interno, della Pubblica Amministrazione e della Decentralizzazione", diventando una Segreteria Generale all'interno del Ministero dell'Interno.
 
Il 7 ottobre 2009 è stato ripristinato come "Ministero della Protezione dei Cittadini" (Υπουργείο Προστασίας του Πολίτη) e successivamente rinominato "Ministero dell'Ordine Pubblico e della Protezione dei Cittadini" il 21 giugno 2012. 

In seguito alla vittoria elettorale di Syriza nel gennaio 2015, è stato subordinato al "Ministero dell'Interno e della Ricostruzione Amministrativa", guidato da un Ministro Supplente (Αναπληρωτής Υπουργός). Nell'agosto 2018, è stato riorganizzato come ministero indipendente e ripristinato come "Ministero della Protezione dei Cittadini" (Υπουργείο Προστασίας του Πολίτη).

## Elenco dei ministri (2009-presente)

### Ministri  della protezione del cittadino
| Ministro  | Ministro                      | Partito                          | Governo                          | Mandato          | Mandato          |
| Ministro  | Ministro                      | Partito                          | Governo                          | Inizio           | Fine             |
| --------- | ----------------------------- | -------------------------------- | -------------------------------- | ---------------- | ---------------- |
|           | Michalīs Chrysochoidīs (1955) | Movimento Socialista Panellenico | Papandreou                       | 7 ottobre 2009   | 7 settembre 2010 |
|           | Chrīstos Papoutsīs (1953)     | Movimento Socialista Panellenico | Papandreou                       | 7 settembre 2010 | 11 novembre 2011 |
| Papadīmos | Chrīstos Papoutsīs (1953)     | Movimento Socialista Panellenico | 11 novembre 2011                 | 7 marzo 2012     |                  |
| Papadīmos |                               | Michalīs Chrysochoidīs (1955)    | Movimento Socialista Panellenico | 7 marzo 2012     | 17 maggio 2012   |
|           | Eleutherios Oikonomou (1956)  | Indipendente                     | Pikrammenos                      | 17 maggio 2012   | 21 giugno 2012   |

### Ministri del Ordine pubblico e protezione dei cittadini
| Ministro | Ministro                | Partito          | Governo | Mandato        | Mandato         |
| Ministro | Ministro                | Partito          | Governo | Inizio         | Fine            |
| -------- | ----------------------- | ---------------- | ------- | -------------- | --------------- |
|          | Nikos Dendias (1959)    | Nuova Democrazia | Samaras | 21 giugno 2012 | 10 giugno 2014  |
|          | Vasilīs Kikilias (1974) | Nuova Democrazia | Samaras | 10 giugno 2014 | 27 gennaio 2015 |

Accorpamento al Ministero dell'interno (2015-2018)

### Ministri della protezione del cittadino
| Ministro | Ministro                      | Partito          | Governo       | Mandato        | Mandato        |
| Ministro | Ministro                      | Partito          | Governo       | Inizio         | Fine           |
| -------- | ----------------------------- | ---------------- | ------------- | -------------- | -------------- |
|          | Olga Gerovasilī (1961)        | SYRIZA           | Tsipras II    | 28 agosto 2018 | 9 luglio 2019  |
|          | Michalīs Chrysochoidīs (1955) | Indidpendente    | Mītsotakīs I  | 9 luglio 2019  | 31 agosto 2021 |
|          | Takīs Theodōrikakos (1964)    | Nuova Democrazia | Mītsotakīs I  | 31 agosto 2021 | 26 maggio 2023 |
|          | Charalampos Lalousīs (?)      | Indipendente     | Sarmas        | 26 maggio 2023 | 26 giugno 2023 |
|          | Notīs Mītarakīs (1972)        | Nuova Democrazia | Mītsotakīs II | 27 giugno 2023 | 28 luglio 2023 |
|          | Giannīs Oikonomou (1973)      | Nuova Democrazia | Mītsotakīs II | 28 luglio 2023 | 4 gennaio 2024 |
|          | Michalīs Chrysochoidīs (1955) | Nuova Democrazia | Mītsotakīs II | 4 gennaio 2024 | in carica      |